# Jimmy Neutron kalandjai
A Jimmy Neutron kalandjai (eredeti cím: The Adventures of Jimmy Neutron, Boy Genius) amerikai televíziós 3D-s számítógépes animációs sorozat, amelyet a DNA Productions Inc. készített. Amerikában az angol nyelvű Nickelodeon vetítette, Magyarországon pedig a magyar nyelvű Nickelodeon és a TV2 sugározta. 2019. március 17-től 2020 nyaráig az M2 adta.

## Főszereplők
- James Isaac "Jimmy" Neutron (Debi Derryberry) – Retroville ifjú lángelméje sokat tud a tudományról de keveset az életről. Szerinte bármit meg lehet oldani egy matematikai képlettel vagy egy új találmánnyal. Mellette áll Goddard, a saját maga által épített robotkutya és barátai, Carl és Sheen. Eltekintve zsenialitásától mindenben olyan, mint bármelyik kis srác: pénzt kér a szüleitől, együtt kalandozik Carllal és Sheennel, és folyton verseng Cindy Vortex-szel. Csúcsos frizurát hord, hozzá vörös pólót kék rövidnadrággal.
- Carlton Ulysses "Carl" Wheezer (Rob Paulsen) – Carl Jimmy legjobb barátja, pedig egyáltalán nem hasonlítanak egymásra. Carl nagyon óvatos, hajlamos az asztmára és nem nagyon bírja a sebességet sem. Asztma elleni inhalátorát mindig magánál tartja, már csak a feltűnés kedvéért is. Emellett ő a világ legnagyobb lámaimádója, néha ezt túlzásba is viszi. Mindezek mellett Jimmy leghűségesebb barátja és rajongója és a legkitartóbb tesztbaba Jimmy újabb és újabb találmányainak kipróbálásához.
- Ramon Martin "Sheen" Estevez (Jeffrey Garcia) – Jimmy másik legjobb barátja. Kicsit fura ugyan, de jó kísérleti alanynak. Ő a galaxis legnagyobb Ultra Lord fanja, még saját oldalt is csinált Ultra Lord-ról, és neki van a legnagyobb Ultra Lord babagyűjteménye. Úgy szereti Ultra Lord-ot mint Carl a lámákat. Ezen kívül kibírja a hatalmas elektromos feszültséget.
- Cynthia Aurora "Cindy" Vortex (Carolyn Lawrence) – Egy szőke lány, az osztály legjobb tanulója-Jimmy után. Ezért utálja Jimmy-t, bár általában épp az ellenkezőjét érzi iránta. Ugyanis szerelmes néha Jimmy-be, és nem bírja elviselni, hogy Jimmy Betty Quinlan -be szerelmes. Rengetegszer csinál jobb dolgot (pl. virágot) mint Jimmy.
- Liberty Danielle "Libby" Folfax (Crystal Scales) – Cindy legjobb barátnője. Imádja a zenét, bármilyen lehet. Rájott, hogy egy egyiptomi királynő leszármazottja, azóta elődje frizuráját hordja. Amikor Jimmy egyik szerének hatására szerelmes lesz bele Sheen, ő is beleszeret, és a szer hatásának megszűnése után is szerelmesek maradnak egymásba.
- Goddard (Frank Welker) – Jimmy robotkutyája, Goddard olyan mint egy csúcstechnikájú ugató svájci bicska. Bármilyen hasznos berendezéssé át tud alakulni, és ehhez elég leszívnia a hálózati energiát egy fali csatlakozón keresztül. Rengeteg dologra képes, köztük Jimmy hangját utánozni. És bár igazi kuriózum a kibernetika világában, a kutyák között mégsem tűnne fel, hiszen pont úgy imád macskákat kergetni vagy egy labdáért pitizni, mint bármelyik ebtársa, és persze ő is nagy elánnal ássa el a legfinomabb króm csontokat a kert végében.
- Nick Dean (Candi Milo) – Az iskola legmenőbb diákja, mindenki szereti a suliban, de főképp a lányok. A lányok közül is leginkább Cindy. Legfőbb hobbija a gördeszkázás és az éneklés. Ezeknél jobban csak a haját szereti.
- Judith "Judy" Neutron (Megan Cavanagh) – Judy a Neutron család feje. Fáradhatatlan, és folyton aggódik Jimmy legújabb produkciói és mindennapjai miatt. Martha Stewartot utánozva neki is állandóan tökéletes copfjai vannak és ruhái mindig olyanok mintha most húzta volna elő őket a szekrényből. És habár gyakran visel kötényt, mégsem a konyhában szokott tüsténkedni. Sokkal inkább a családi autót próbálja feltuningolni.
- Hubert Beaumont "Hugh" Neutron (Mark DeCarlo) – Jimmy a zsenialitását nem az apjától örökölte. Apja, Hugh egy kissé habókos, de legalább mindig jó kedve van. Ha fegyelmezésről van szó, teljesen leblokkol, és az ilyen kemény szülői feladatokat inkább Jimmy édesanyjára, Judy-ra hagyja. Hugh hobbija a fakacsa-gyűjtés, de majdnem ugyanúgy rajong Jimmy legújabb játékszereiért is, mint a fia. Ami viszont a legmeglepőbb: a gimiben ő volt a Agytorna Klub elnöke.
- Brobot "Roböcsi" – Jimmynek a kisöccse. Nagyon szereti a játékokat és Jimmyt. Eléggé örökmozgó, és mindig Jimmyvel akar játszani.

## Mellékszereplők
- Ész Bond (Christian Slater) – Egy titkosügynök és színész, Jimmy egyik legnagyobb példaképe. Segít Jimmy-nek legyőzni Calatimus professzort és lányát, Elbűvölő Meseszépet. A kétrészes Az Ész Bond mentőakció című részben szerepelt, de később többször is feltűnik.
- Butch Pakovski (Rob Paulsen) – Egy ostoba gyerek, általában a suli balfácánjait (néha Jimmy-t is) zaklatja. Nincs is barátja(kivéve az öccse, akinek nevét nem mondják).
- Brittany (Candi Milo) – Ő is Jimmy osztályában van. Általában Cindy-ékkel van, mivel a barátjuk.
- Betty Quinlan – Egy gyönyörű lány Jimmy iskolájában. Nemcsoda hát, hogy Jimmy beleszeretett. Szereti a varázslást, a táncot, az éneklést és a színészkedést. És bár Jimmy egyiket sem szereti, az ő kedvéért mégis megteszi ezeket.
- Mrs. Fowl – Jimmy-ék osztályfőnöke. Nagyon kedves, de nagyon szigorú. Mielőtt tanár lett rodeósként dolgozott, és egy lova is volt, de a lova ledobta, ezért abbahagyta a rodeózást.
- Bolby Stroganovszky – Egy diák, aki külföldről jött. Nem éppen jó az angol beszédképessége. Folyton azt énekli, hogy "Slap, slap, slap! Clap, clap, clap!" Az ő kedvenc szuperhőse a Kebabember, egyszer játszotta el.

## Retroville
- Lindbergh Általános Iskola: Ebben az iskolában tanulnak a gyerek szereplők. Az igazgató William S. Willoughby, és a további ismert karakterek:

Tanárok
- Willoughby igazgató
- Mrs. Fowl
- Coach Gruber
- Hilgo
- Mr. Neutron
- Mr. McMahon

Gyerekek
- Jimmy Neutron
- Cindy Vortex
- Sheen Estevez
- Carl Wheezer
- Libby Folfax
- Butch Pakovski
- Oleander Svalsbord
- Britney Tenelli
- Nissa Kapadopolus
- Nick Dean
- Betty Quinlan
- Bolbi Stroganovsky
- Ike
- Nathan
- Chuck Lester
- Dean Paluski
- John Anderson
- John Sim

Egyéb helyek:
- Candy Bar: Innen veszi mindenki a cukorkát, a szörpöt és ez a törzshelye minden gyereknek. A Candy Bar-ban van egy zenegép, na és ott van a kopaszodó, öregedő, fehér ruhát hordó pultos, Sam.

## Szereplők
| Karakter                  | Magyar hang                                          | Eredeti hang     |
| ------------------------- | ---------------------------------------------------- | ---------------- |
| James Isaac Jimmy Neutron | Molnár Levente                                       | Debi Derryberry  |
| Carl Wheezer              | Minárovits Péter (1. évad) Baráth István (2-3. évad) | Rob Paulsen      |
| Sheen Estevez             | Pálmai Szabolcs                                      | Jeffrey Garcia   |
| Cindy Vortex              | Vadász Bea                                           | Carolyn Lawrence |
| Libby Folfax              | Csondor Kata                                         | Crystal Scales   |
| Nick Dean                 | Moser Károly                                         | Candi Milo       |
| Judy Neutron              | Kiss Erika                                           | Megan Cavanagh   |
| Hugh Neutron              | Juhász György                                        | Mark DeCarlo     |
| Brobot                    | Seszták Szabolcs                                     | Paul Greenberg   |

- További szinkronhangok : Tóth Roland, Szokol Péter, Bókai Mária

## Spin-off
A Nickelodeon 2009 júniusában bejelentette, hogy készít a spin-off sorozatot Sheen bolygója (Planet Sheen) néven. Az új sorozat a Jimmy Neutron kalandjai egyik szereplőjét, Sheen Estevezet emeli ki, aki egy rakétával véletlenül lezuhan a Zeenu bolygóra. A Nickelodeon 26 db epizódot rendelt a sorozatot gyártó O Entertainment-től. A Sheen bolygója Amerikában 2010. október 2-án, Magyarországon 2012. május 6-án debütált.

## Fordítás
Ez a szócikk részben vagy egészben  a   The Adventures of Jimmy Neutron: Boy Genius című angol Wikipédia-szócikk fordításán alapul.  Az eredeti cikk szerkesztőit annak laptörténete sorolja fel. Ez a jelzés csupán a megfogalmazás eredetét és a szerzői jogokat jelzi, nem szolgál a cikkben szereplő információk forrásmegjelöléseként.